# كاتدرائية فلورنسا

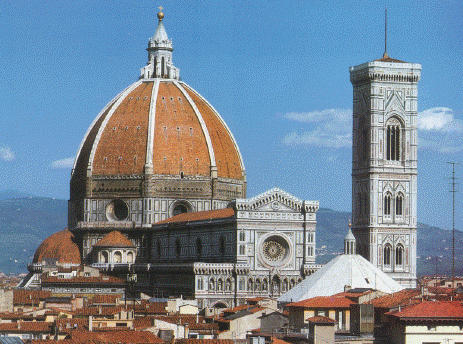
قبة الكاتدرائية

كاتدرائية فلورنس أو كاتدرائية سانتا ماريا دل فيوري (بالإيطالية :Basilica di Santa Maria del Fiore) هي كاتدرائية كنيسة مدينة فلورنسا الإيطالية، وإحدى أكبر الكاتدرائيات في العالم.
تم انشاؤها في عام 1296م على الطراز القوطي وذلك على تصميم المعماري أرنولفو دي كامبيو وتم الأنتهاء من انشائها عام 1436 م. أما القبة فهي من تصميم المعماري فيليبو برونليسكي (Filippo Brunelleschi) ،(فلورنسا، 1377 - 1446).

## معرض صور

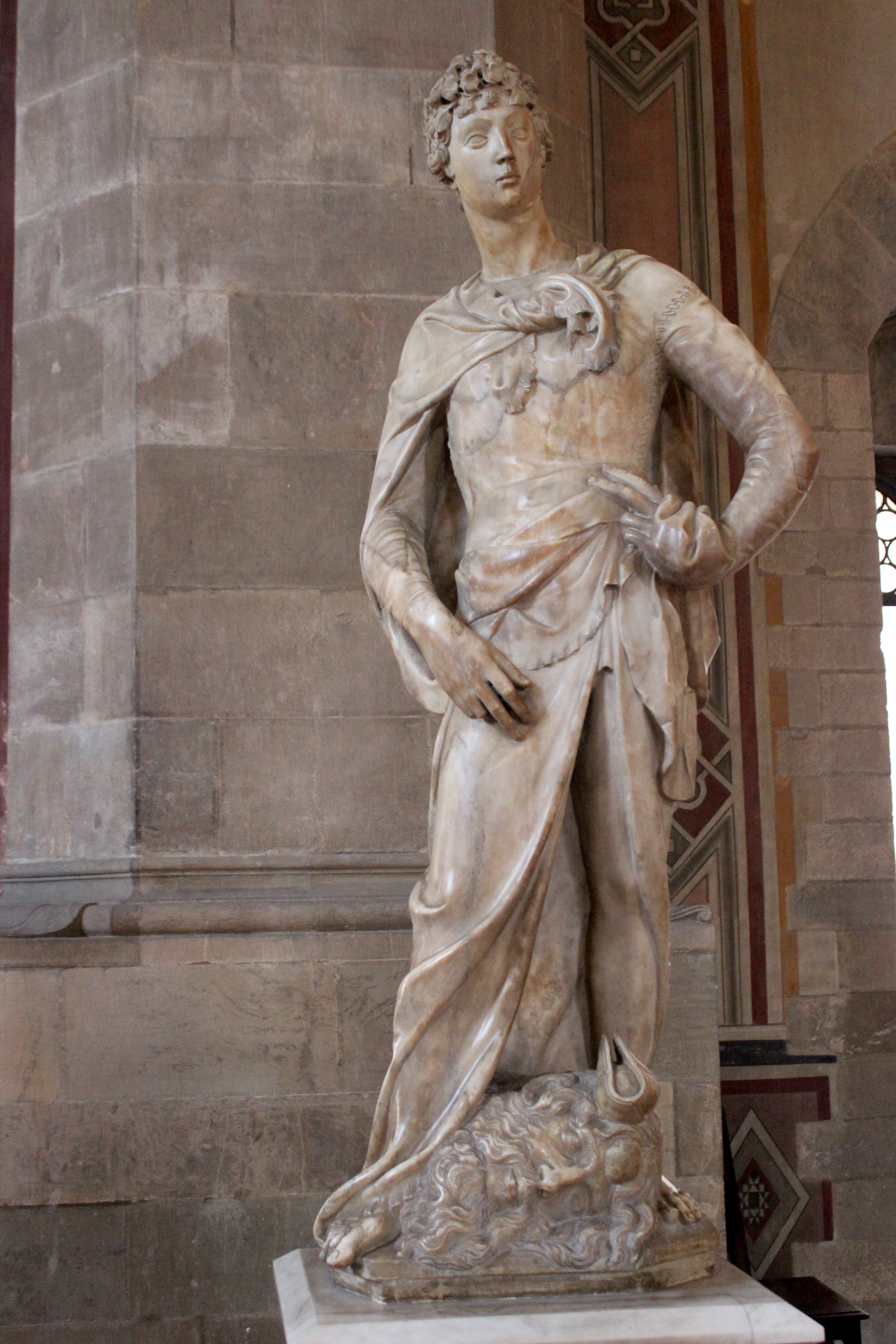
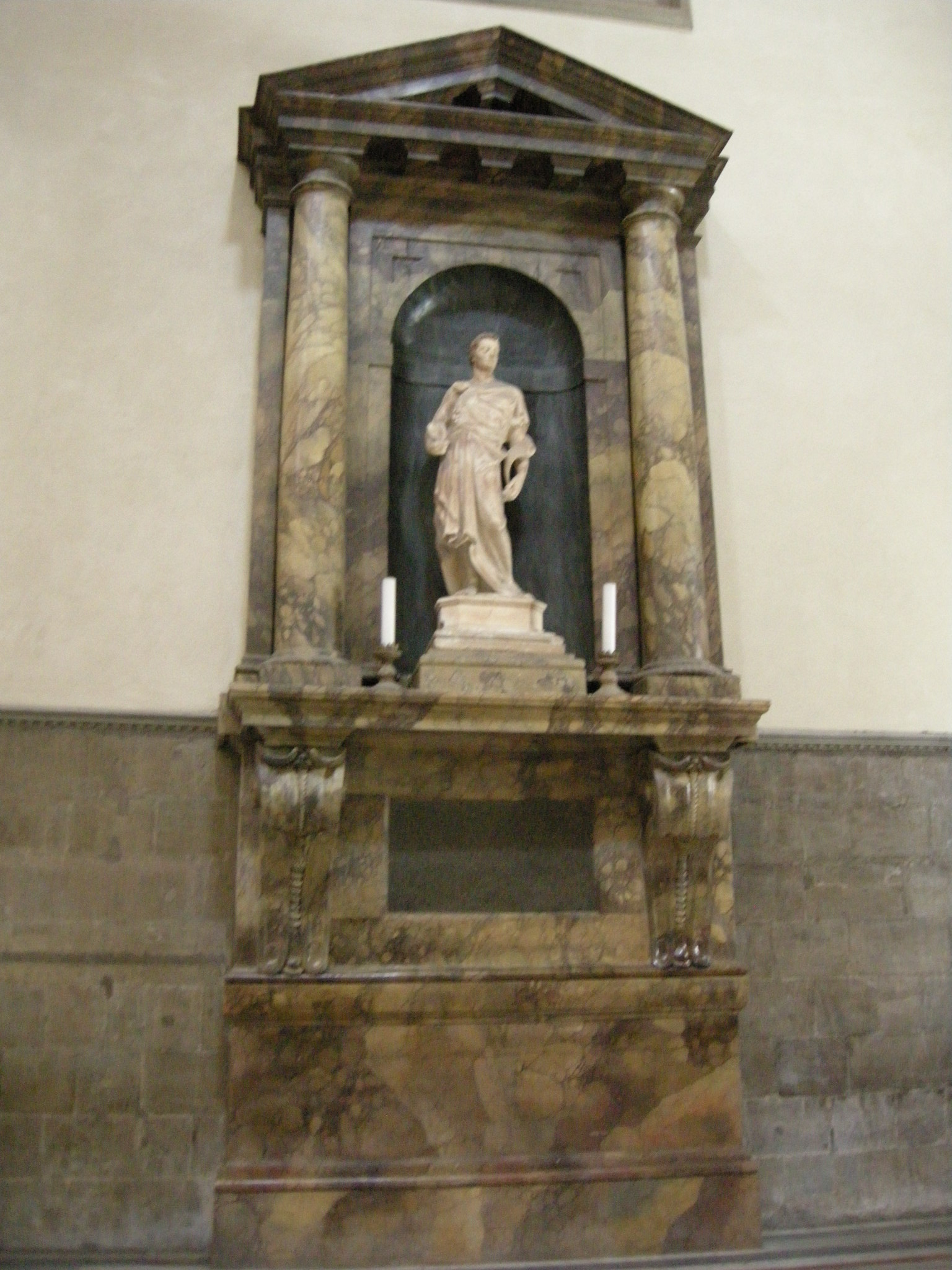
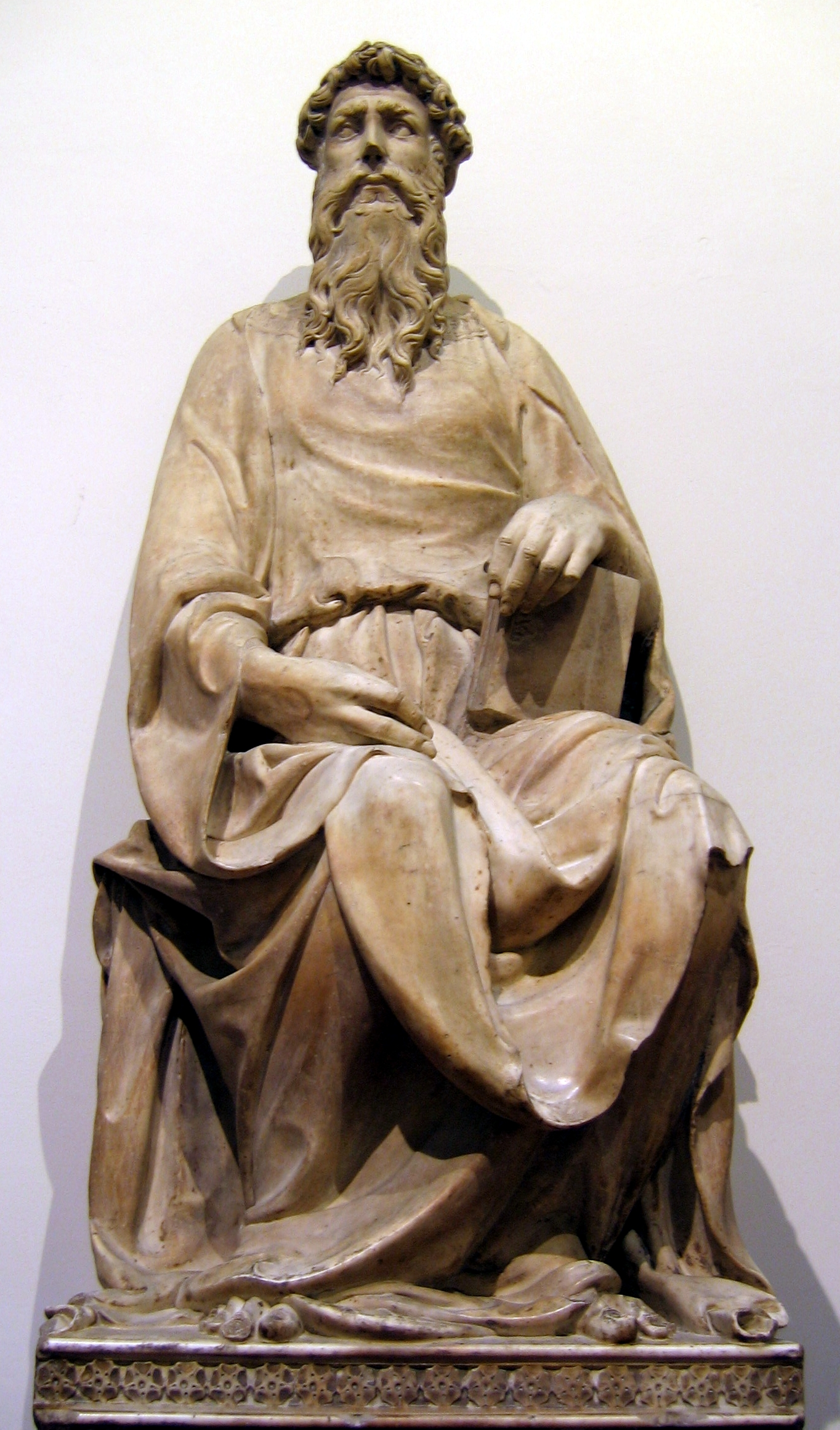

## أعلام
- نيكولاس الثاني
- فيليبو برونليسكي
- جوليانو دي ميديشي